# Saints & Sinners (All Saints)
Saints & Sinners är den brittiska tjejgruppen All Saints andra studioalbum, utgivet den 14 oktober 2000. Albumet nådde förstaplatsen på UK Albums Chart.

## Låtförteckning
1. "Pure Shores" – 4:28
2. "All Hooked Up" – 3:48
3. "Dreams" – 4:24
4. "Distance" – 4:25
5. "Black Coffee" – 4:45
6. "Whoopin' Over You" – 4:04
7. "I Feel You" – 5:35
8. "Surrender" – 5:10
9. "Ha Ha" – 4:08
10. "Love is Love" – 4:06
11. "Ready, Willing and Able" – 3:36
12. "Saints and Sinners" – 4:15